# 须腹菌
须腹菌（学名：Rhizopogon luteolus）是属于牛肝菌目须腹菌科须腹菌属的一种担子菌。该种分布于亚洲、非洲、北美、大洋洲。